# Castela-a-Nova
Castela-a-Nova (em castelhano: Castilla la Nueva) foi uma antiga região da Espanha, anterior à atual divisão em comunidades autónomas. Abarcava as atuais províncias de Cidade Real, Cuenca, Guadalajara, Madrid e Toledo. Por razões geográficas, históricas e culturais, há autores que também incluem a província de Albacete em Castela-a-Nova. O termo "a Nova" distingue-a da antiga região de Castela-a-Velha.
A antiga região hoje divide-se entre a comunidade autónoma de Madrid (a qual só tem uma província homónima) e as restantes quatro províncias formam a atual comunidade autônoma de Castela-Mancha, à qual também pertence a província de Albacete.